# KBS Kids
KBS Kids (korejsky KBS 키즈) je jihokorejský dětský televizní kanál, který provozuje společnost KBS N. Předchůdcem dnešní KBS Kids byl KBS Insight. KBS Kids bylo spuštěno 5. května 2012.

## Vysílané pořady

### Animované seriály

#### Publikum od 7 let
- Larva
- Chlebíkův salon krásy
- Hello Jadoo
- Bite-Choicar
- Hello Carbot
- Bugsbot Ignition
- Super Wings
- Monster Top
- Beyblade Burst
- Miniforce

#### Publikum od 12 let
- Tea Tea Cherry
- Don´t lose your mind
- Journey of Long
- The Sound of Heart

#### Publikum od 15 let
- One Piece

### Pořady pro nejmenší
- Nugunuga Čalhana
- TV Školka

### Drama

#### Publikum od 12 let
- X-Garion

### Zábavné pořady

#### Publikum od 15 let
- 2 Days & 1 Night
- Emergency Escape Number 1
- Boss in the Mirror
- Mr. House Husband
- Problem Child in House
- Dogs Are Incredible

### Další vysílané pořady
- Woorimal Battle
- Documentary 3
- Pokémon X a Y
- Nintama Rantarō
- KBS Song Festival
- Idol on Quiz
- Music Bank
- Velký červený pes Clifford

### Sesterské kanály
- KBS Drama
- KBS Joy
- KBS Life
- KBS Story
- KBS N Sports

### Kanály se stejným zaměřením
- EBS Kids
- KiZmom
- Nickelodeon (Korea)
- Tooniverse